# Комбри
Комбри (фр. Combrit [kɔ̃bʁit]) — коммуна на северо-западе Франции, находится в регионе Бретань, департамент Финистер, округ Кемпер, кантон Плонеур-Ланверн. Расположена в 19 км к югу от Кемпера на полуострове, образуемом рекой Оде на востоке, бухтой Пон-л’Аббе на западе и Бискайским заливом на юге.
Население (2019) — 4 187 человек.

## История
Присутствие населения на территории коммуны отмечается с доисторических времен. Первые человеческие следы датируются неолитом, примерно в 4500 году до нашей эры; это осколки керамики, бронзовые монеты и наконечники стрел, а также несколько менгиров.  В Бронзовом веке  (около 2000 г. до н. э.) развивается обработка металлов; к этому времени относятся найденные бронзовые орудия (кинжалы и топоры). Также на территории коммуны обнаружены погребальные курганы этого периода.  Железный век (около 300 г. до н.э.) отмечен присутствием кельтов. Также найдено много предметов  галльского и галло-римского периодов.
Средневековое поселение сформировалось на мысе Комбри, где была построена первая приходская церковь, а в XIV веке его центр переместился вглубь полуострова.  В XV веке неподалёку от Комбри были открыты банки, изобилующие хегом, что способствовало процветанию местного населения.
Жители Комбри активно участвовали в Восстании гербовой бумаги в 1675 году, за что были наказаны: по приказу губернатора Бретани герцога Шольна была снесена колокольня местной приходской церкви и 14 крестьян повешены на одном дубе.

## Достопримечательности
- Приют моряка, построенный в 1904 году в местечке Сент-Марин рядом с побережьем океана
- Форт XIX века и маяк в Сент-Марин на мысе Комбри
- Приходская церковь Святого Тудвала XIII-XV веков, частично перестроенная в XVIII веке; её готическая колокольня была снесена в 1675 году и восстановлена только через сто лет
- Часовня Нотр-Дам XVI-XVII веков
- Шато Керулен, построенное в 1926 году
- Порт и стоянка для яхт в Сент-Марин

## Экономика
Структура занятости населения:
- сельское хозяйство — 1,2 %
- промышленность — 14,4 %
- строительство — 6,6 %
- торговля, транспорт и сфера услуг — 40,1 %
- государственные и муниципальные службы — 37,7 %

Уровень безработицы (2018) — 8,7 % (Франция в целом —  13,4 %, департамент Финистер — 12,1 %). 

Среднегодовой доход на 1 человека, евро (2018) — 24 480 (Франция в целом — 21 730, департамент Финистер — 21 970).

## Демография
Динамика численности населения, чел.

## Администрация
Пост мэра Комбри с 2020 года занимает Кристиан Луассарн (Christian Loussouarn). На муниципальных выборах 2020 года возглавляемый им левый список победил во 2-м туре, получив 50,27 % голосов (из трёх списков).
| Период | Период | Фамилия           | Партия                             | Примечания             |
| ------ | ------ | ----------------- | ---------------------------------- | ---------------------- |
| 1965   | 1977   | Анри Перон        |                                    |                        |
| 1977   | 1983   | Жан Ришар         | Социалистическая партия            |                        |
| 1983   | 2001   | Анри Перенну      | Объединение в поддержку Республики |                        |
| 2001   | 2008   | Жерар Карью       | Союз за народное движение          |                        |
| 2008   | 2014   | Жан-Клод Дюпре    | Социалистическая партия            | директор колледжа      |
| 2014   | 2020   | Жак Бофиль        | Разные левые                       | преподаватель колледжа |
| 2020   |        | Кристиан Луссуарн | Разные левые                       |                        |

## Города-побратимы
- Графенхаузен, Германия

## Галерея

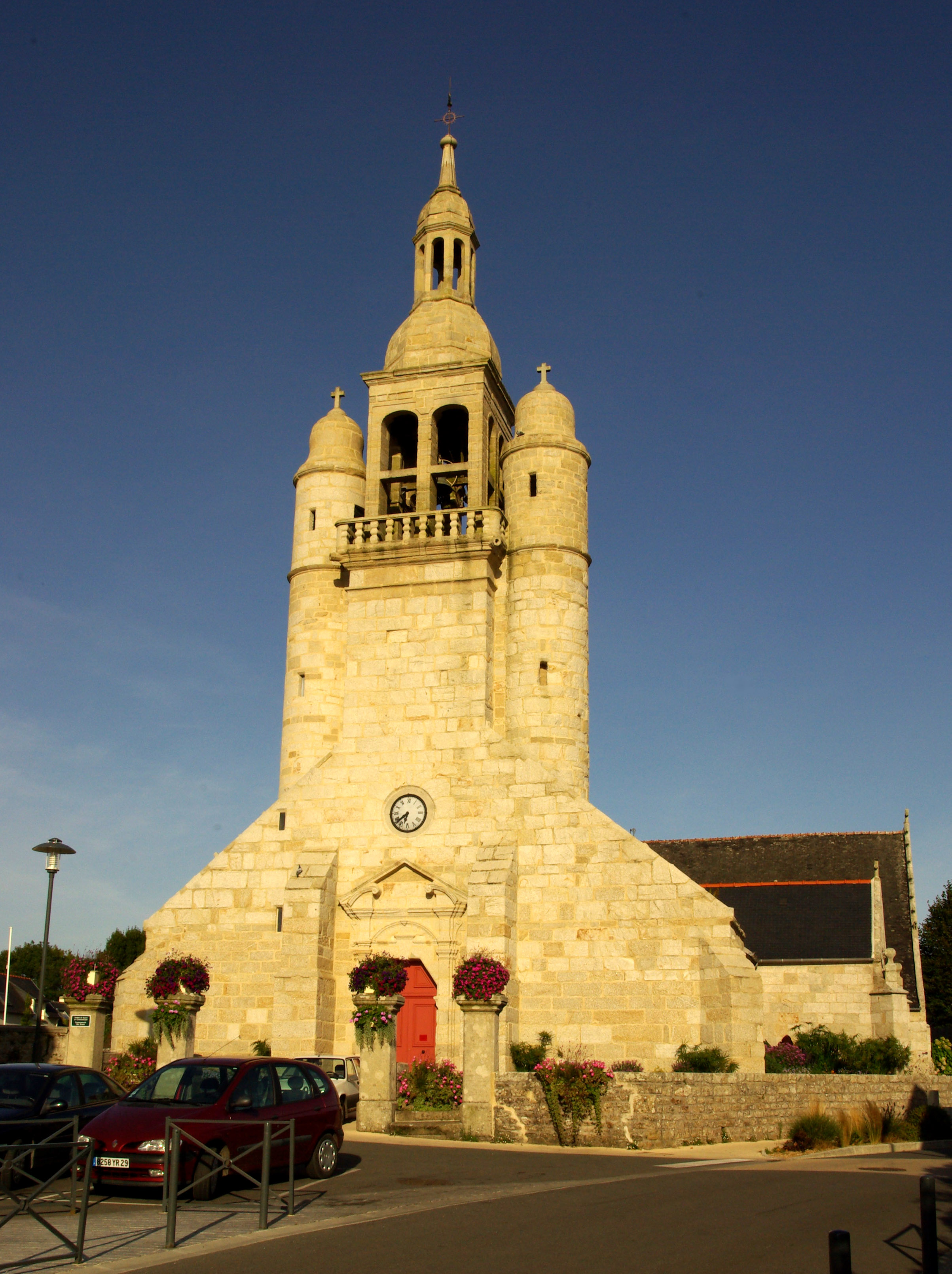
Церковь Святого Тудвала
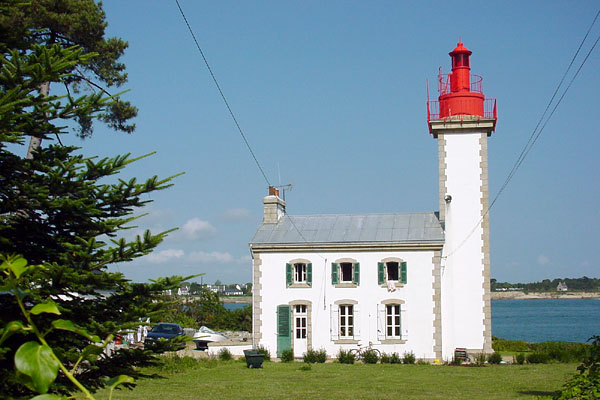
Маяк в Сент-Марин
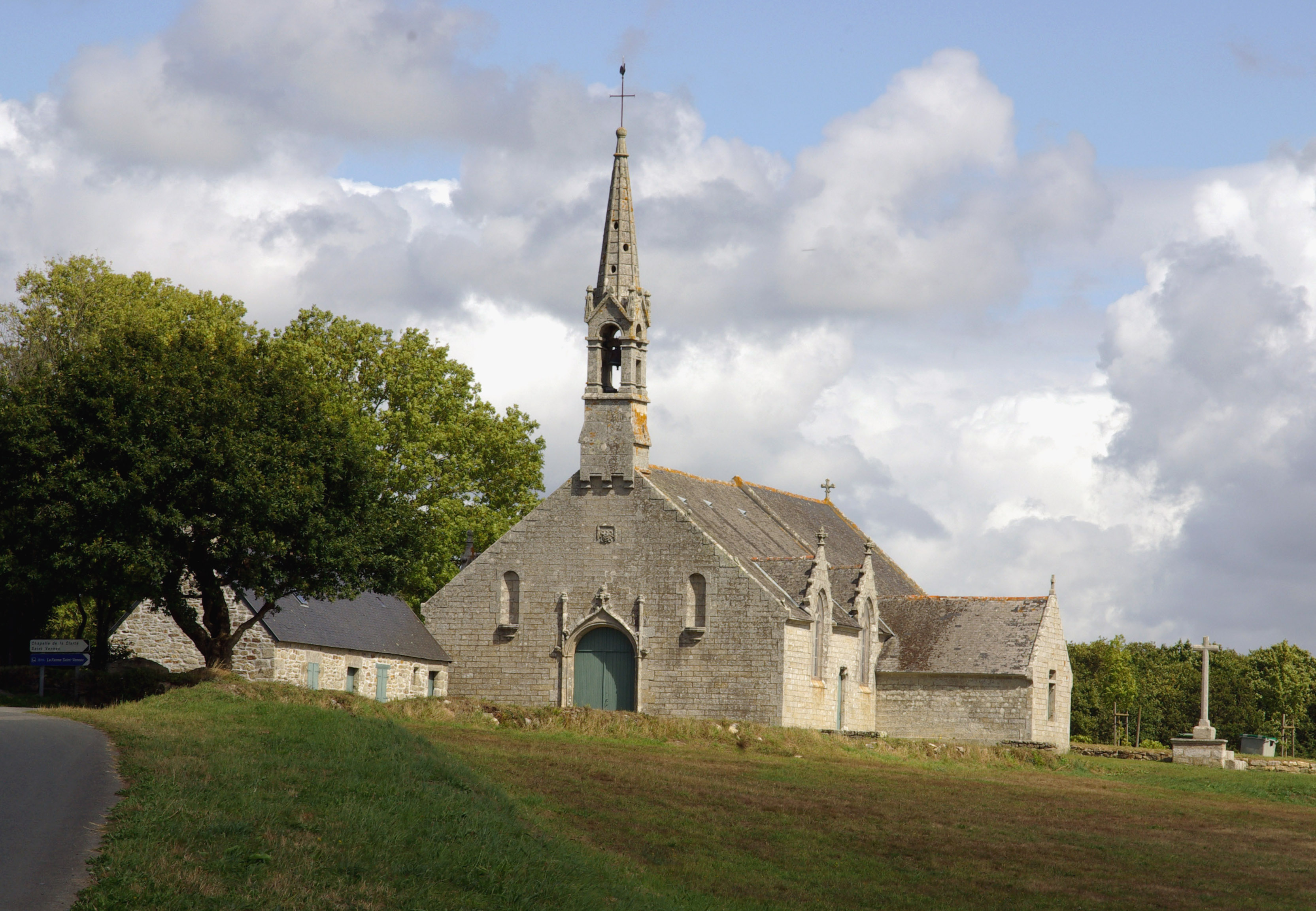
Часовня Нотр-Дам
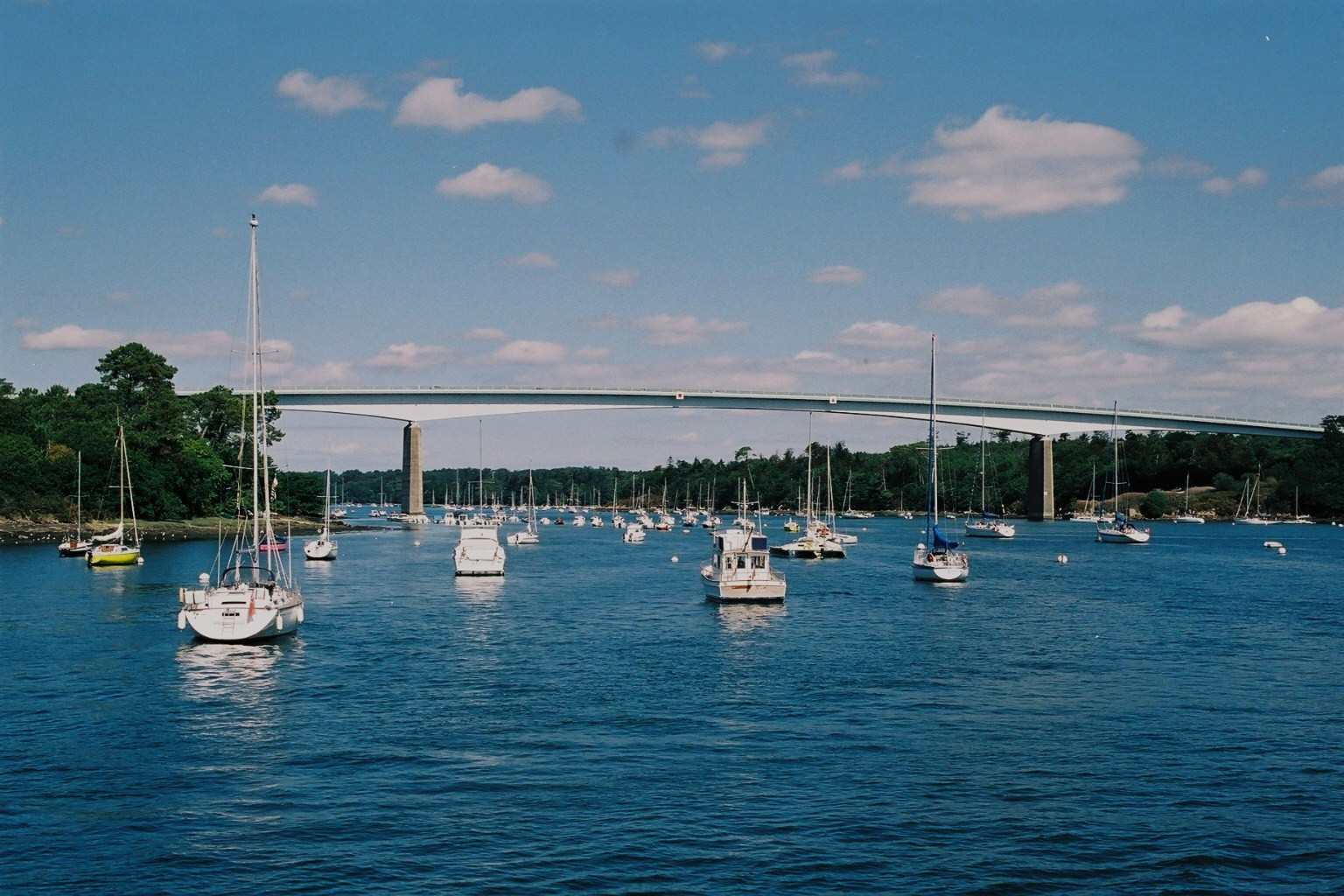
Мост Корнуай через реку Оде